# Rhododendron capitatum
Rhododendron capitatum là một loài thực vật có hoa trong họ Thạch nam. Loài này được Maxim. miêu tả khoa học đầu tiên năm 1877.

## Hình ảnh

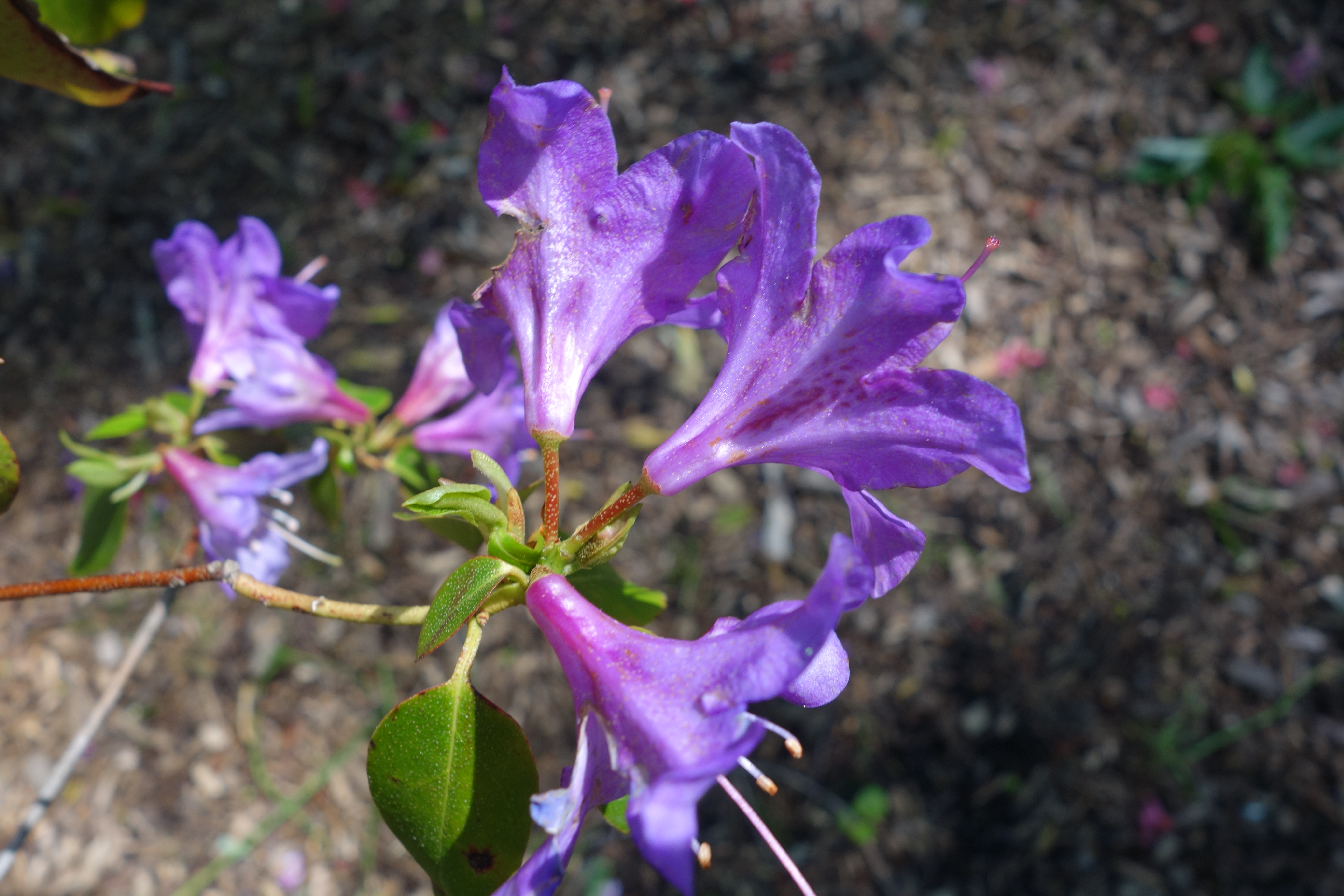